# Хагеладес
Хагеладес је вајар класичног периода Старе Грчке. Био је учитељ Поликлета, Мирона и Фидије. Они су заједно сабрали знања својих претходника и одредили даље токове у вајарству. Стварају између шездесетих и тридесетих година петог века пре нове ере.